# 高安孝幸
高安 孝幸（たかやす たかゆき、2001年9月25日 - ）は、沖縄県那覇市出身。2024シーズンをもってJリーグ・FC琉球契約満了。2025シーズンより九州サッカーリーグのジェイリースFCへ移籍。ポジションはディフェンダー（DF）。 

## 来歴
FC琉球のアカデミー出身。中学校卒業後に地元・沖縄を離れ、大阪の興國高校へ進学。元々FWでボランチを経て、高校3年からは持ち前のスピードを活かして右サイドバックでプレーした。
2019年6月、2020年からのツエーゲン金沢へ加入が内定し、同年9月に特別指定選手に承認された。同年11月24日、J2第42節の大宮アルディージャ戦で途中出場し、Jリーグデビューした。
2022年シーズンの出場機会はリーグ戦5試合にとどまり、同年10月21日、最終戦を前に契約の満了と契約更新しない旨の発表が行われた。
2023年、FC琉球へ加入。
2024年11月14日、FC琉球は契約満了を発表した。

## 所属クラブ
- 銘苅フットボールクラブ
- FC琉球U-12
- 那覇市立安岡中学校
- 興國高等学校
  - 2019年9月 - 12月  ツエーゲン金沢（特別指定選手）
- 2020年 - 2022年  ツエーゲン金沢
- 2023年 -  FC琉球

## 個人成績
| 国内大会個人成績 | 国内大会個人成績 | 国内大会個人成績 | 国内大会個人成績 | 国内大会個人成績                     | 国内大会個人成績 | 国内大会個人成績 | 国内大会個人成績 | 国内大会個人成績 | 国内大会個人成績 | 国内大会個人成績 | 国内大会個人成績 |
| 年度             | クラブ           | 背番号           | リーグ           | リーグ戦                             | リーグ戦         | リーグ杯         | リーグ杯         | オープン杯       | オープン杯       | 期間通算         | 期間通算         |
| 年度             | クラブ           | 背番号           | リーグ           | 出場                                 | 得点             | 出場             | 得点             | 出場             | 得点             | 出場             | 得点             |
| 日本             | 日本             | 日本             | 日本             | リーグ戦                             | リーグ戦         | リーグ杯         | リーグ杯         | 天皇杯           | 天皇杯           | 期間通算         | 期間通算         |
| ---------------- | ---------------- | ---------------- | ---------------- | ------------------------------------ | ---------------- | ---------------- | ---------------- | ---------------- | ---------------- | ---------------- | ---------------- |
| 2019             | 金沢             | 37               | J2               | 1                                    | 0                | -                | -                | -                | -                | 1                | 0                |
| 2020             | 金沢             | 25               | J2               | 33                                   | 0                | -                | -                | -                | -                | 33               | 0                |
| 2021             | 金沢             | 25               | J2               | 17                                   | 0                | -                | -                | 1                | 0                | 18               | 0                |
| 2022             | 金沢             | 25               | J2               | 5                                    | 0                | -                | -                | 1                | 0                | 6                | 0                |
| 2023             | 琉球             | 19               | J3               |                                      |                  | -                | -                |                  |                  |                  |                  |
| 通算             | 日本             | 日本             | J2               | 56                                   | 0                | -                | -                | 2                | 0                | 58               | 0                |
| 通算             | 日本             | 日本             | J3               | \|\|\|\|colspan=2\|-\|\|\|\|\|\|\|\| |                  |                  |                  |                  |                  |                  |                  |
| 総通算           | 総通算           | 総通算           | 総通算           | 56                                   | 0                | -                | -                | 2                | 0                | 58               | 0                |

- 2019年は特別指定選手

出場歴
- Jリーグ初出場 - 2019年11月24日 J2第42節 vs大宮アルディージャ（石川県西部緑地公園陸上競技場）
- Jリーグ初得点 - 2023年7月2日J3第16節 vsカマタマーレ讃岐（Pikaraスタジアム）